# Concierto para piano n.º 13 (Mozart)
El Concierto para piano n.º 13 en do mayor, K. 415 (387b), de Wolfgang Amadeus Mozart fue compuesto en Viena en 1782–83. Es el primero de los tres conciertos tempranos que Mozart compuso para sus conciertos por subscripción. 

## Estructura
Consta de tres movimientos:
1. Allegro, en do mayor y compás de 4/4 (C).
2. Andante, en fa mayor y compás de 3/4.
3. Allegro, en do mayor y compás de 6/8.

## Valoración y acogida
Este concierto ha tenido durante largo tiempo una ambigua acogida. El primer movimiento comienza con un tema tranquilo, similar al del posterior Concierto para piano n.º 21, pero introducido por fugetto. La introducción orquestal prepara un impresionante tutti, pero muchos escritores, incluidos Anthony Hutchings y Girdlestone, han considerado que tras la entrada del piano esta promesa temprana se desvanece. La parte de piano en sí mismo consiste en pasajes que no se integra bien con el tratamiento de fugetto del material de ritornello, y, como comenta Hutchings, el resultado es que "la obra en su totalidad es inferior que la suma de las partes".